# Turri
Turri is een gemeente in de Italiaanse provincie Zuid-Sardinië (regio Sardinië) en telt 500 inwoners (31-12-2004). De oppervlakte bedraagt 9,6 km², de bevolkingsdichtheid is 52 inwoners per km².

## Demografie
Turri telt ongeveer 215 huishoudens. Het aantal inwoners daalde in de periode 1991-2001 met 6,8% volgens cijfers uit de tienjaarlijkse volkstellingen van ISTAT.
| Jaar | Inwoneraantal |
| ---- | ------------- |
| 1991 | 572           |
| 2001 | 533           |

## Geografie
De gemeente ligt op ongeveer 164 m boven zeeniveau.
Turri grenst aan de volgende gemeenten: Baradili (OR), Baressa (OR), Genuri, Pauli Arbarei, Setzu, Tuili, Ussaramanna.
Arbus · Barumini · Collinas · Furtei · Genuri · Gesturi · Gonnosfanadiga · Guspini · Las Plassas · Lunamatrona · Pabillonis · Pauli Arbarei · Samassi · San Gavino Monreale · Sanluri · Sardara · Segariu · Serramanna · Serrenti · Setzu · Siddi · Tuili · Turri · Ussaramanna · Villacidro · Villamar · Villanovaforru · Villanovafranca
1. ↑  https://demo.istat.it/?l=it.